# Антоновка (Чувашия)
Анто́новка (чув. Антоновка) — выселок в Аликовском муниципальном округе Чувашской Республики. Входил в состав Чувашско-Сорминского сельского поселения до его упразднения в 2022 году.

## География
Выселок расположен в 12 км к северо-востоку от районного центра, Аликова. Расстояние до центра поселения — 5 км по автодорогам на северо-запад. Единственная улица — Лесная.

## История
Выселок образован в 1930 году выходцами из деревень Пизенеры и Анаткасы. Первым поселился крестьянин Антон. В том же году образован колхоз «Коммунар».
Выселок всегда (за исключением 1962–65 годов) относился к Аликовскому району. До 1932 года относился к Пизенерскому сельсовету, до 1954 года — к Елышевскому, затем — к Чувашско-Сорминскому сельсовету.

## Население
| 2010 | 2012 |
| ---- | ---- |
| 10   | ↗15  |

Число дворов и жителей:
- 1939 год — 30 мужчин, 28 женщин.
- 1959 год — 26 мужчин, 44 женщины.
- 1970 год — 28 мужчин, 46 женщин.
- 1979 год — 23 мужчины, 30 женщин.
- 1989 год — 9 мужчин, 16 женщин.
- 2002 год — 12 дворов, 21 человек: 9 мужчин, 12 женщин, чуваши (100 %)[7].
- 2010 год — 5 частных домохозяйств, 10 человек: 5 мужчин, 5 женщин[3][4].